# Överlevnadshandboken
Överlevnadshandboken (The SAS Survival Handbook) är en bok av John Wiseman som tjänstgjorde 26 år i brittiska arméns Special Air Service där han blev ansvarig för utbildningen i överlevnad.

## Innehåll
Överlevnadshandboken beskriver i elva delar hur man överlever i olika klimat:
- Grunderna: Hur man förbereder sig för en resa, hur man samlar salt och vatten och vad man packar i en nödväska
- Rätt beteende för överlevnad: Hur man undviker att hamna i en nödsituation, och överlevnadschanser i olika områden
- Klimat och terräng: Hur man överlever i olika miljöer, från polarregionerna till torra regioner
- Föda: Ätliga växter, fällor, jakt och fiske, hur man spårar och dödar djur och tillreder dem, och människans minimibehov
- Lägerkunskaper: Hur man slår läger, knyter knopar och gör upp eld på rätt sätt
- Att läsa tecken: Hur man navigerar efter stjärnor och solen, och vädertecken
- På march: Hur man korsar farliga områden på ett säkert sätt med minimal förlust, tillverkning av flottar och slädar
- Sjukvård: Första hjälpen, tropiska sjukdomar och köldskador, en liten encyklopedi över medicinalväxter och giftiga växter såväl som farliga och giftiga djur
- Nödställd på havet: Hur man överlever på öppet vatten och hittar land
- Räddning: Hur man blir räddad, signalerar efter hjälp, och morsekod
- Katastrofer: Hur man överlever stora katastrofer som översvämningar, torka, bränder, laviner, orkaner, tornados, vulkanutbrott, jordbävningar, kärnkraftolyckor och gasutsläpp